# Rekstafjorden
Rekstafjorden er en fjord i Flora kommune i Vestland fylke i Norge. Den ligger yderst i havgabet, vest for Florø,  på sydsiden af øerne Kinn og Reksta, som den er opkaldt efter. Syd for fjorden ligger øen Askrova og Brufjorden. Fjorden har indløb i havgabet syd for Kinn og strækker sig 10 kilometer mod øst til hvor Vassreset starter. Mellem Kinn og Reksta går Kinnasundet mod nord til Skorpefjorden på nordsiden af disse øer. Den østlige grænse til fjorden ligger mellem Søre Nekkøy og Store Stårøy.